# Leucania pudorina
Leucania pudorina är en fjärilsart som beskrevs av Ignaz Schiffermüller 1775. Leucania pudorina ingår i släktet Leucania och familjen nattflyn. Inga underarter finns listade i Catalogue of Life.